# Hans Albrecht (Politiker, 1919)

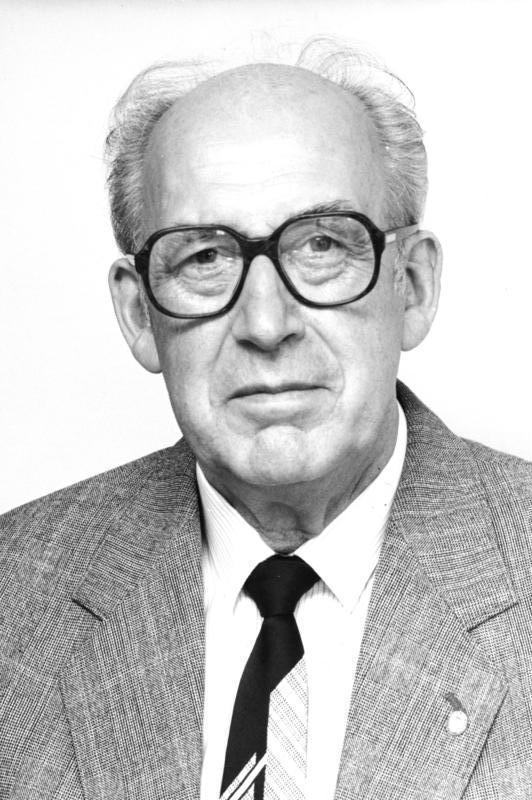
Hans Albrecht (1989)

Hans Albrecht (* 22. November 1919 in Bochum; † 27. März 2008 in Berlin) war ein deutscher Politiker der DDR und Erster Sekretär der Bezirksleitung der SED im Bezirk Suhl. In den Mauerschützenprozessen wurde er zu fünf Jahren und einem Monat Freiheitsstrafe wegen  Totschlags verurteilt.

## Leben
Albrecht stammte aus einer Arbeiterfamilie im Ruhrgebiet. Wenige Monate nach seiner Ausbildung zum Schlosser wurde er für die Dauer des Zweiten Weltkriegs zur Luftwaffe der Wehrmacht eingezogen.
Nach dem Krieg hatte sich Albrecht in Sachsen angesiedelt, arbeitete als Heizungsmonteur und schloss sich der SPD in seinem Wohnort Bennewitz an. Ab 1946 war er Mitarbeiter, später bis 1949 Sekretär des Kreisvorstandes der neuen SED in Grimma. 1950 besuchte er die Parteihochschule der SED. Anschließend waren seine Stationen ab 1951 Frankfurt (Oder), Eberswalde und Stalinstadt, wo er jeweils Erster Sekretär der SED-Kreisleitung wurde und ab 1954 auch in der SED-Bezirksleitung von Frankfurt/Oder tätig war. Im gleichen Jahr wählte man ihn zum Kandidaten des Zentralkomitees der SED (ZK). Diesen Status hatte er bis 1963 inne, danach gehörte er dem ZK als Vollmitglied an.
Seit 1958 Vorsitzender des Bezirkswirtschaftsrats und Abgeordneter des Bezirkstags, wurde er 1960 Vorsitzender des Rates des Bezirkes Frankfurt/Oder. Ab 1963 absolvierte er ein zweijähriges Studium am Industrie-Institut der Bergakademie Freiberg, welches er als Diplom-Ingenieurökonom abschloss. Nach Absolvierung seines Studiums in Freiberg wurde er erster Stellvertreter des Vorsitzenden der Arbeiter-und-Bauern-Inspektion der DDR. Im August 1968 trat er die Nachfolge von Otto Funke als Erster Sekretär der SED-Bezirksleitung Suhl an, was er 21 Jahre bis 1989 blieb. Weitere Funktionen hatte Albrecht als Präsidiumsmitglied in der Deutsch-Arabischen Gesellschaft der DDR sowie ab 1971 als Abgeordneter der Volkskammer. Er war ferner Mitglied des Nationalen Verteidigungsrates der DDR. 1974 erhielt er den Vaterländischen Verdienstorden in Gold, 1979 den Karl-Marx-Orden.
Am 3. Dezember 1989 wurde Albrecht aus dem Zentralkomitee und aus der SED ausgeschlossen.

### Strafverfolgung nach der Wende

#### Verurteilung wegen Amtsmissbrauchs und Untreue
Nach der friedlichen Revolution in der DDR wurde Albrecht wegen Amtsmissbrauchs und Untreue verhaftet.  Im Oktober 1992 wurde er vom Landgericht Meiningen wegen Anstiftung zur Untreue zu 22 Monaten Freiheitsstrafe verurteilt. Die Strafe musste er nicht antreten, weil er bereits mehr als die Hälfte der Zeit in Untersuchungshaft abgesessen hatte (Aussetzung des Strafrestes zur Bewährung).

#### Verurteilung wegen Totschlags
Nach der Wiedervereinigung Deutschlands wurde er im Mai 1991 im Zuge der Mauerschützenprozesse mit einem weiteren Haftbefehl belegt. Im Rahmen der Prozesse gegen frühere Mitglieder des Nationalen Verteidigungsrats der DDR wurde er vor dem Kammergericht in Berlin angeklagt. Am 16. September 1993 wurde er wegen Anstiftung zum Totschlag zu einer Freiheitsstrafe von viereinhalb Jahren verurteilt. Das Urteil wurde in der Revision vom Bundesgerichtshof am 26. Juli 1994 auf Totschlag in mittelbarer Täterschaft geändert und das Strafmaß auf fünf Jahre und einen Monat erhöht. Da Albrechts Verteidigung Verfassungsbeschwerde erhob, blieb er zunächst frei. Am 12. November 1996 verwarf das Bundesverfassungsgericht die Verfassungsbeschwerden von Albrecht und anderen. Die Tötung von Flüchtlingen sei schwerstes Unrecht, das die Rechtfertigung der Verantwortlichen durch DDR-Gesetze ausschließe. Albrecht verbüßte seine Strafe in einer Berliner Justizvollzugsanstalt.